# فرط برولاكتين الدم
فرط البرولاكتين ( HP )، أو فرط برولاكتين الدم هو وجود مستويات غير طبيعية عالية من البرولاكتين في الدم. المستويات العادية أقل من 580 ميكرو وحدة / لتر بالنسبة للنساء، وأقل من 450 ميكرو وحدة / لتر بالنسبة للرجال.
البرولاكتين هو هرمون الببتيد التي ينتجه الفص الأمامي من الغدة النخامية يرتبط في المقام الأول مع الرضاعة، ويلعب دورا حيويا في تنمية الثدي خلال الحمل. قد يسبب زيادة في مستوى البرولاكتين للإنتاج وتدفق عفوي من حليب الثدي، واضطرابات في فترة الحيض عند النساء وقصور الغدد التناسلية، العقم وضعف الانتصاب في الرجال.
فرط البرولاكتين يمكن أن يكون جزءا من تغييرات الجسم العادية خلال فترة الحمل والرضاعة. يمكن أيضا أن تكون ناجم عن الأمراض التي تؤثر في المهاد والغدة النخامية. يمكن أيضا أن تكون ناجمة عن خلل في النظام الطبيعي للمستويات البرولاكتين بواسطة الأدوية والأعشاب الطبية والمعادن الثقيلة. فرط البرولاكتين قد يكون أيضا نتيجة لمرض من الأجهزة الأخرى مثل الكبد والكلى والمبيض والغدة الدرقية

## الأسباب
قد يكون السبب إما عن طريق إزالة التثبيط البرولاكتين (على سبيل المثال، ضغط ساق النخامية أو انخفاض مستويات الدوبامين) أو الإنتاج الزائد من ورم برولاكتيني (ورم الغدة النخامية). ويمكن لمستوى البرولاكتين في مصل الدم 1000-5000 ميكرو وحدة / لتر يكون بسبب الية التكوين، ولكن> 5000 ميكرو وحدة / لتر من المرجح نتيجة لهذا النشاط مع وجود ورم غدي macroadenomas (أورام كبيرة قطرها أكثر من 10 مم) والتي مستويات البرولاكتين فيها يصل إلى 100,000 ميكرو وحدة / لتر. البرولاكتين يمنع هرمون الموجهة لإفراز الغدد التناسلية (GnRH) عن طريق زيادة الإفراج عن الدوبامين من نواة المقوسة من المهاد (الدوبامين يثبط إفراز GnRH)، مما يحول دون توليد الستيرويد الغدد التناسلية، الذي هو سبب الكثير من الأعراض المذكورة أدناه.
هناك هو وجود اشتباه بأن مينوكسيديل، وهو مناهض قناة البوتاسيوم، قد يكون ذات صلة في تطوير هذا المرض. اختبار لمدة عامين مع المينوكسيديل، باستخدام الجرعات العادية، التي أجريت على الفئران، تسبب في ورم القواتم في كل من الذكور والإناث، وأورام الغدة القلفية في الذكور

### أسباب فسيولوجية
الأسباب الفسيولوجية (أي نتيجة للأداءات الجسم العادية): الحمل، الرضاعة، الإجهاد، والنوم، قلة افراز الغدة الدرقية.

### الوصفات والادوية
استخدام الأدوية هو السبب الأكثر شيوعا لفرط البرولاكتين. عادة يتم قمع إفراز البرولاكتين في الغدة النخامية في الدماغ من قبل الدوبامين. الأدوية التي تعمل على منع آثار الدوبامين في الغدة النخامية أو تستنفد مخازن الدوبامين في الدماغ تؤدي بالغدة النخامية لإفراز البرولاكتين. وتشمل هذه الأدوية المهدئات (الفينوثيازين)، تريفلوبيرازين (Stelazine)، وهالوبيريدول (هالدول)، المضادة للذهان الأدوية بصفة عامة؛
ميتوكلوبراميد (Reglan)، دومبيريدون، سيسابريد تستخدم لعلاج الجزر المعدي المريئي والغثيان الناجم عن أدوية (مثل أدوية السرطان)، وبشكل أقل في، ألفا ميثيل وريزيربين، الذي يستخدم للسيطرة على ضغط الدم، والإستروجين وTRH. المنومات (Rozerem) تزيد أيضا من خطر فرط البرولاكتين.
و على وجه الخصوص، ومضادات الدوبامين دومبيريدون وميتوكلوبراميد يساعدان على تحفيز وتشجيع (على حد سواء) البرولاكتين واستخدما لتحفيز إفراز حليب الثدي لعدة عقود. ومخاطر تحفيز البرولاكتين عادة موجودة مع جميع الادوية التي تستنزف الدوبامين، إما مباشرة أو في شكل مرتد.

### الأمراض
ورم برولاكتيني أو الأورام الأخرى الناشئة في أو بالقرب من الغدة النخامية—مثل تلك التي تسبب ضخامة النهايات (عرطلة) أو داء كوشينغ—قد تمنع تدفق الدوبامين من الدماغ من الخلايا الفارزة للبرولاكتين، مثل، تقسيم ساق النخامية أو مرض طائي. وأسباب الأخرى تشمل الفشل الكلوي المزمن، قصور الغدة الدرقية، سرطان القصبيات وساركويد. بعض النساء مع تكيس المبايض تكون المستويا مرتفعة بصورة متوسطة
وبصرف النظر عن تشخيص البرولاكتين وقصور النخامية، غالبا ما يتم تحديد مستويات البرولاكتين من قبل الأطباء في المرضى الذين عانوا من التشنجات، عندما يكون هناك شك حول ما إذا كان هذا هو نوبات الصرع أو نوبات غير صرعية. بعد وقت قصير من نوبة الصرع، ترتفع مستويات البرولاكتين في كثير من الأحيان، في حين أنها غير طبيعية نوبات غير صرعية

### مجهول السبب
في كثير من المرضى، لا تزال مستويات مرتفعة غير المبررة، وربما تمثل شكلا من أشكال تقلبات النخامية

## الأعراض
في النساء، فرط مستوى البرولاكتين في الدم غالبا ما يسبب قلة هرمون الاستروجيننقص الإستروجين مع غياب الإباضة العقم وانخفاض في الحيض. في بعض النساء، قد يختفي تماما الحيض (انقطاع الحيض). في حالات أخرى، قد يصبح الحيض غير منتظم. النساء اللاتي ليسوا من الحوامل أو المرضعات قد تبدأن بإنتاج حليب الثدي. بعض النساء قد تواجهن نقصا في الرغبة الجنسية (الاهتمام بالجنس) وآلام الثدي، وخصوصا عندما تبدأ مستويات البرولاكتين في الارتفاع لأول مرة، كما يعزز الهرمون تغييرات الأنسجة في الثدي. والجماع قد يصبح مؤلما بسبب جفاف المهبل.
في الرجال، من أكثر الأعراض شيوعا لفرط البرولاكتين هوانخفاض الرغبة الجنسية، ضعف الانتصاب، العقم والتثدي. لأن الرجال ليس لديهم أي مؤشر يمكن الاعتماد عليه مثل الحيض للإشارة إلى مشكلة، والعديد من الرجال مع فرط البرولاكتين نتيجة تضخم أو ورم يتاخرون الذهاب إلى الطبيب حتى يشعرون بالصداع أو مشاكل في العين أو بسبب تضخم الغدة النخامية التي تضغط على الأعصاب البصرية في مكان قريب. قد لا يتنبه الرجال على الفقدان التدريجي من الوظيفة الجنسية أو الرغبة الجنسية. فقط بعد العلاج
بسبب قلة الاستروجين، يمكن أن يؤدي إلى زيادة في مستوى البرولاكتين هشاشة العظام.

## التشخيص
سيقوم الطبيب اختبار الدم لمستويات البرولاكتين لدى النساء مع إفراز الحليب غير المبررة (ثر اللبن) أو عدم انتظام الحيض أو العقم، والرجال الذين يعانون من ضعف الوظيفة الجنسية وافراز الحليب. إذا كان البرولاكتين مرتفع، وسوف يقوم الطبيب باختبار وظيفة الغدة الدرقية ويسأل المريض عن استعمال الأدوية المعروفة لزيادة إفراز البرولاكتين. في حين الأشعة السينية للعظام المحيطة بالغدة النخامية قد تكشف عن وجود ورم غدي الكلي، والصغيرة منها لن تكون واضحة. التصوير بالرنين المغناطيسي (التصوير بالرنين المغناطيسي) هو الاختبار الأكثر حساسية للكشف عن أورام الغدة النخامية وتحديد حجمها. التصوير بالرنين المغناطيسي يمكن ان يكرر دوريا لتقييم تطور الورم، وآثار العلاج. التصوير المقطعي (الأشعة المقطعية) أيضا يعطي صورة للغدة النخامية، ولكنه أقل حساسية من التصوير بالرنين المغناطيسي.
بالإضافة إلى تقييم حجم الورم في الغدة النخامية، يقوم الأطباء أيضا بالبحث عن الأضرار التي لحقت الأنسجة المحيطة بها، وإجراء الاختبارات لتقييم ما إذا كان إنتاج هرمونات الغدة النخامية الأخرى طبيعي ام لا. تبعا لحجم الورم، يمكن للطبيب طلب فحص العين مع قياس حقول بصرية.
هرمون البرولاكتين هو ينخفض بواسطة الدوبامين والتي يرتفع بواسطة الإستروجين. ويمكن ان تكون مستويات عالية من الهرمون قد تحدث بسبب وجود نشط بيولوجيا macroprolactin في المصل. وهذا يمكن أن يظهر كما ان مستويات البرولاكتين عالية في بعض أنواع من الاختبارات،

## علاج
العلاج عادة ما يكون دوائي مع ناهضات الدوبامين مثل cabergoline، بروموكريبتين (يفضل كثيرًا عند الحمل)، وليسوريد بشكل أقل. دواء جديد قيد الاستخدام norprolac مع quinagolide العنصر النشط.